# Porteiro Zé
O Porteiro Zé é um personagem humorístico criado por web designers brasileiros muito popular no Brasil, tendo aparições recorrentes em programas de TV, conteúdo para celulares e portais de internet. O personagem é um porteiro de prédio, atrapalhado que junto com seus colegas, Edmilson, Reginaldo e Gervásio vivem as maiores aventuras em um edifício da metrópole paulistana. Recheado de humor os esquetes rendem boas risadas ao público de todas as idades. Com passagens em programas como SPTV, PROGRAMA DO JÔ, DA REDE GLOBO E  A PRAÇA É NOSSA DO SBT foi vencedor do prêmio APCA de melhor programa de humor no rádio do ano de 2005.  Atualmente seus episódios estão disponíveis no FACEBOOK onde podem ser assistidos. 